# Heterixalus
Heterixalus es un género de anfibios de la familia Hyperoliidae endémico de Madagascar.

## Especies
Se reconocen las 11 siguientes según ASW:
- Heterixalus alboguttatus (Boulenger, 1882)
- Heterixalus andrakata Glaw & Vences, 1991
- Heterixalus betsileo (Grandidier, 1872)
- Heterixalus boettgeri (Mocquard, 1902)
- Heterixalus carbonei Vences, Glaw, Jesu & Schimmenti, 2000.
- Heterixalus luteostriatus (Andersson, 1910)
- Heterixalus madagascariensis (Duméril & Bibron, 1841)
- Heterixalus punctatus Glaw & Vences, 1994
- Heterixalus rutenbergi (Boettger, 1881)
- Heterixalus tricolor  (Boettger, 1881)
- Heterixalus variabilis  (Ahl, 1930)